# Турчинский, Юзеф
Юзеф Турчинский (пол. Józef Turczyński; 2 февраля 1884, Житомир — 27 декабря 1953, Лозанна) — польский пианист.

## Биография
Учился в Санкт-Петербурге у Анны Есиповой, там же изучал юриспруденцию в университете. В 1907—1908 гг. совершенствовал своё мастерство в Вене под руководством Ферруччо Бузони. В 1911 году получил свою первую премию на Всероссийском конкурсе пианистов, который был организован в честь столетия фабрики «Братья Р. и А. Дидерихс» в Петербурге. С 1912 г. концертировал в России и Европе, в том числе как популяризатор польской музыки, с сочинениями Фридерика Шопена, Игнаца Падеревского, Юлиуша Зарембского, Кароля Шимановского и др. В 1915—1919 гг. профессор Киевской консерватории, затем обосновался в Варшаве.

## Знаменитые ученики
Проявил себя как выдающийся педагог: среди учеников Турчинского — Теодор Гутман, Витольд Мальцужинский, Хенрик Штомпка, Галина Черны-Стефаньска, Моисей Вайнберг, Макс Фишман, Марыля Йонас и др. С началом Второй мировой войны оказался в Швейцарии, откуда в Польшу не вернулся. В послевоенные годы успел совершить ряд крупных гастрольных поездок, в том числе в США. Совместно с Игнацем Падеревским и Людвиком Бронарским работал над подготовкой Полного собрания сочинений Шопена.